# Lista de senadores do Brasil da 18.ª legislatura
Esta é a lista de senadores do Brasil da 18.ª legislatura do Congresso Nacional. Inclui-se o nome civil dos parlamentares, o partido ao qual eram filiados na data da posse, sua unidade federativa de origem, bem como outras informações. Esta legislatura do Senado Federal durou de 1882 a 1884.

## Presidente
| Nome do senador | Nome do senador                            | Imagem | Início do mandato | Fim do mandato | Partido     | Província | Referências |
| --------------- | ------------------------------------------ | ------ | ----------------- | -------------- | ----------- | --------- | ----------- |
|                 | João Maurício Wanderley, Barão de Cotegipe |        | 1882              | 1884           | Conservador | Bahia     | [ 3 ] [ 4 ] |

## Senadores
Após a declaração da Independência do Brasil, o novo monarca, Dom Pedro I outorga em 1824 uma nova Constituição. Pela Carta Magna do Império, o Brasil era uma monarquia centralizada na figura do Imperador e dividida em quatro poderes: executivo (o monarca e seus ministros), judicial (juízes), moderador (Imperador) e o legislativo, formado pelo Senado e pela Câmara dos Deputados.
Durante o Império do Brasil (1822–1889), todos os senadores eram nomeados de forma vitalícia. Além de ser vitalício, o cargo era exclusivo de brasileiros natos ou naturalizados e exigia a idade mínima de quarenta anos e renda anual mínima de oitocentos mil réis.
Cada senador era nomeado diretamente pelo Imperador, a quem era apresentada uma lista tríplice com candidatos eleitos nas províncias por votação majoritária e indireta. Os representantes das províncias no Senado Imperial eram escolhidos mediante critérios como experiência em funções públicas e também nobilitação.
Os senadores eram considerados "augustos e digníssimos senhores representantes da Nação" e seu cargo era sinal de importante distinção para homens dedicados à vida pública. Praticamente todos os senadores já haviam sido deputados gerais e provinciais e mais da metade deles foi ministro de Estado ou presidente de província.
O prestígio do Senado também revelava-se no fato de que os príncipes pertencentes à linha sucessória do trono brasileiro – os príncipes imperiais do Brasil, os príncipes do Grão-Pará e os príncipes do Brasil –, segundo o artigo 46 da Constituição do Império de Brasil de 1824, tinham direito a um assento na câmara alta assim que chegassem à idade de vinte e cinco anos. Com esta prerrogativa, a princesa Isabel foi a primeira senadora do Brasil – único caso de um membro da realeza brasileira que conseguiu desfrutar de tal mecanismo constitucional; a primeira senadora brasileira eleita por voto popular foi, contudo, Eunice Mafalda Berger Michiles.
| Imagem                                      | Nome                                                                | Início de mandato       | Fim de mandato          | Partido                 | Observações             | Referências e notas             |
| Casa Imperial do Brasil                     | Casa Imperial do Brasil                                             | Casa Imperial do Brasil | Casa Imperial do Brasil | Casa Imperial do Brasil | Casa Imperial do Brasil | Casa Imperial do Brasil         |
| ------------------------------------------- | ------------------------------------------------------------------- | ----------------------- | ----------------------- | ----------------------- | ----------------------- | ------------------------------- |
|                                             | Isabel, Princesa Imperial do Brasil                                 | 1871                    | 1889                    | —                       |                         | [ nota 1 ] [ 11 ] [ 12 ] [ 13 ] |
| Província de Alagoas                        |                                                                     |                         |                         |                         |                         |                                 |
|                                             | Jacinto Pais de Mendonça                                            | 1871                    | 1889                    | Conservador             |                         | [ 14 ] [ 15 ]                   |
|                                             | João Lins Vieira Cansanção de Sinimbu, Visconde de Sinimbu          | 1858                    | 1889                    | Liberal                 |                         | [ 16 ] [ 17 ] [ 18 ]            |
| Província do Amazonas                       |                                                                     |                         |                         |                         |                         |                                 |
|                                             | Ambrósio Leitão da Cunha, Barão de Marmoré                          | 1870                    | 1889                    | Conservador             |                         | [ 19 ] [ 20 ]                   |
| Província da Bahia                          |                                                                     |                         |                         |                         |                         |                                 |
|                                             | João Maurício Wanderley, Barão de Cotegipe                          | 1856                    | 1889                    | Conservador             |                         | [ 21 ] [ 22 ]                   |
|                                             | Manuel Pinto de Sousa Dantas                                        | 1879                    | 1889                    | Partido Liberal         |                         | [ 23 ]                          |
|                                             | Joaquim Jerônimo Fernandes da Cunha                                 | 1871                    | 1889                    | Conservador             |                         | [ 24 ] [ 25 ]                   |
|                                             | João José de Oliveira Junqueira                                     | 1873                    | 1887                    | Conservador             |                         | [ 26 ]                          |
|                                             | Pedro Leão Veloso                                                   | 1879                    | 1889                    |                         |                         | [ 27 ]                          |
|                                             | Manuel Vieira Tosta, Marquês de Muritiba                            | 1851                    | 1889                    | Conservador             |                         | [ 28 ]                          |
|                                             | José Antônio Saraiva                                                | 1869                    | 1893                    | Liberal                 |                         | [ 29 ]                          |
| Província do Ceará                          |                                                                     |                         |                         |                         |                         |                                 |
|                                             | Liberato de Castro Carreira                                         | 1882                    | 1889                    | Conservador             |                         | [ 30 ]                          |
|                                             | Vicente Alves de Paula Pessoa                                       | 1882                    | 1889                    | Liberal                 |                         | [ 31 ] [ 32 ]                   |
|                                             | João Ernesto Viriato de Medeiros                                    | 1882                    | 1889                    | Liberal                 |                         | [ 33 ]                          |
|                                             | Domingos José Nogueira Jaguaribe, Visconde de Jaguaribe             | 1870                    | 1889                    | Conservador             |                         | [ 34 ]                          |
| Província do Espírito Santo                 |                                                                     |                         |                         |                         |                         |                                 |
|                                             | Cristiano Benedito Ottoni                                           | 1879                    | 1896                    | Liberal                 |                         | [ 35 ] [ 36 ]                   |
| Província do Maranhão                       |                                                                     |                         |                         |                         |                         |                                 |
|                                             | Felipe Franco de Sá                                                 | 1882                    | 1889                    | Liberal                 |                         | [ 37 ] [ 38 ]                   |
|                                             | Antônio Marcelino Nunes Gonçalves, Visconde de São Luis do Maranhão | 1865                    | 1889                    | Conservador             |                         | [ 39 ]                          |
|                                             | Luiz Antônio Vieira da Silva, Visconde de Vieira da Silva           | 1871                    | 1889                    | Liberal                 |                         | [ 40 ]                          |
| Província de Mato Grosso                    |                                                                     |                         |                         |                         |                         |                                 |
|                                             | Joaquim Raimundo de Lamare, Visconde de Lamare                      | 1882                    | 1889                    |                         |                         | [ 41 ]                          |
| Província de Minas Gerais                   |                                                                     |                         |                         |                         |                         |                                 |
|                                             | Afonso Celso de Assis Figueiredo, Visconde de Ouro Preto            | 1879                    | 1889                    | Liberal                 |                         | [ 42 ]                          |
|                                             | Joaquim Antão Fernandes Leão                                        | 1871                    | 1887                    | Liberal                 |                         | [ 43 ]                          |
|                                             | Antônio Cândido da Cruz Machado, Visconde de Serro Frio             | 1874                    | 1889                    | Conservador             |                         | [ 44 ]                          |
|                                             | Lafayette Rodrigues Pereira                                         | 1880                    | 1889                    | Liberal                 |                         | [ 45 ]                          |
|                                             | José Rodrigues de Lima Duarte, Visconde de Lima Duarte              | 1884                    | 1889                    | Liberal                 |                         | [ 46 ]                          |
|                                             | Luís Carlos da Fonseca                                              | 1875                    | 1887                    |                         |                         | [ 47 ]                          |
|                                             | Martinho Alvares da Silva Campos                                    | 1882                    | 1887                    | Liberal                 |                         | [ 48 ]                          |
|                                             | Joaquim Delfino Ribeiro da Luz                                      | 1870                    | 1889                    | Conservador             |                         | [ 49 ] [ 50 ]                   |
|                                             | Francisco de Paula da Silveira Lobo                                 | 1869                    | 1886                    | Liberal                 |                         | [ 51 ]                          |
|                                             | José Ildefonso de Souza Ramos                                       | 1882                    | 1883                    |                         |                         | [ 52 ]                          |
|                                             | Antônio Paulino Limpo de Abreu, Visconde de Abaeté                  | 1882                    | 1883                    |                         |                         | [ 53 ]                          |
|                                             | Inácio Antônio de Assis Martins, Visconde de Assis Martins          | 1884                    | 1889                    |                         |                         | [ 54 ]                          |
| Província do Pará                           |                                                                     |                         |                         |                         |                         |                                 |
|                                             | Fausto Augusto de Aguiar                                            | 1877                    | 1889                    |                         |                         | [ 55 ]                          |
| Província da Paraíba                        |                                                                     |                         |                         |                         |                         |                                 |
|                                             | Flávio Clementino da Silva Freire, Barão de Mamanguape              | 1869                    | 1889                    | Conservador             |                         | [ 56 ] [ 57 ]                   |
|                                             | João Florentino Meira de Vasconcelos                                | 1882                    | 1889                    | Liberal                 |                         | [ 58 ] [ 59 ]                   |
| Província do Paraná                         |                                                                     |                         |                         |                         |                         |                                 |
|                                             | Manuel Francisco Correia                                            | 1877                    | 1889                    |                         |                         | [ 60 ]                          |
| Província de Pernambuco                     |                                                                     |                         |                         |                         |                         |                                 |
|                                             | Francisco do Rego Barros Barreto                                    | 1871                    | 1889                    | Conservador             |                         | [ 61 ] [ 62 ]                   |
|                                             | Manuel Inácio Cavalcanti de Lacerda                                 | 1850                    | 1889                    |                         |                         | [ 63 ]                          |
|                                             | João Alfredo Correia Oliveira                                       | 1877                    | 1889                    | Conservador             |                         | [ 64 ]                          |
|                                             | Luiz Felipe de Souza Leão                                           | 1880                    | 1889                    |                         |                         | [ 65 ]                          |
|                                             | Francisco de Carvalho Soares Brandão                                | 1883                    | 1889                    | Liberal                 |                         | [ 66 ]                          |
|                                             | Álvaro Barbalho Uchôa Cavalcanti                                    | 1871                    | 1889                    |                         |                         | [ 67 ]                          |
|                                             | José Bento da Cunha Figueiredo, Visconde de Bom Conselho            | 1871                    | 1889                    |                         |                         | [ 68 ]                          |
| Província do Piauí                          |                                                                     |                         |                         |                         |                         |                                 |
|                                             | João Lustosa da Cunha Paranaguá, 2º Marquês de Paranaguá            | 1865                    | 1889                    | Liberal                 |                         | [ 69 ]                          |
| Província do Rio de Janeiro                 |                                                                     |                         |                         |                         |                         |                                 |
|                                             | Antônio Pinto Chichorro da Gama                                     | 1865                    | 1887                    | Liberal                 |                         | [ 70 ] [ 71 ]                   |
|                                             | Brás Carneiro Nogueira da Costa e Gama, Conde de Baependi           | 1872                    | 1887                    | Liberal                 |                         | [ 72 ]                          |
|                                             | Francisco Otaviano de Almeida Rosa                                  | 1867                    | 1889                    | Liberal                 |                         | [ 73 ] [ 74 ]                   |
|                                             | Paulino José Soares de Sousa                                        | 1884                    | 1889                    | Conservador             |                         | [ 75 ]                          |
|                                             | Jerônimo José Teixeira Júnior, Visconde do Cruzeiro                 | 1873                    | 1889                    | Conservador             |                         | [ 76 ] [ 77 ]                   |
|                                             | Francisco de Paula Negreiros de Saião Lobato, Visconde de Niterói   | 1869                    | 1884                    | Conservador             |                         | [ 78 ]                          |
|                                             | Luiz Pedreira do Couto e Ferraz, Visconde do Bom Retiro             | 1869                    | 1886                    | Conservador             |                         | [ 79 ] [ 80 ]                   |
| Província do Rio Grande do Norte            |                                                                     |                         |                         |                         |                         |                                 |
|                                             | Diogo Velho Cavalcanti de Albuquerque, Visconde de Cavalcanti       | 1877                    | 1889                    | Conservador             |                         | [ 81 ] [ 82 ]                   |
| Província de Santa Catarina                 |                                                                     |                         |                         |                         |                         |                                 |
|                                             | Jesuíno Lamego da Costa, 2º Barão de Laguna                         | 1880                    | 1889                    | Conservador             |                         | [ 83 ]                          |
| Província de São Paulo                      |                                                                     |                         |                         |                         |                         |                                 |
|                                             | Francisco Antônio de Sousa Queirós, Barão de Sousa Queirós          | 1848                    | 1889                    | Liberal                 |                         | [ 84 ]                          |
|                                             | Joaquim Floriano de Godói                                           | 1873                    | 1889                    | Conservador             |                         | [ 85 ] [ 86 ]                   |
|                                             | José Bonifácio de Andrada e Silva                                   | 1879                    | 1886                    | Liberal                 |                         | [ 87 ] [ 88 ]                   |
|                                             | João da Silva Carrão                                                | 1880                    | 1888                    | Liberal                 |                         | [ 89 ] [ 90 ] [ 91 ]            |
| Província de São Pedro do Rio Grande do Sul |                                                                     |                         |                         |                         |                         |                                 |
|                                             | Henrique Francisco d'Ávila                                          | 1885                    | 1889                    | Liberal                 |                         | [ 92 ]                          |
|                                             | Gaspar da Silveira Martins                                          | 1880                    | 1889                    | Liberal                 |                         | [ 93 ] [ 94 ] [ 95 ]            |
|                                             | José Antônio Correia da Câmara, 2º Visconde de Pelotas              | 1880                    | 1889                    | Liberal                 |                         | [ 96 ] [ 97 ] [ 98 ]            |
| Província de Sergipe                        |                                                                     |                         |                         |                         |                         |                                 |
|                                             | Antônio Dias Coelho e Melo, Barão de Estância                       | 1885                    | 1889                    | Liberal                 |                         | [ 99 ] [ 100 ]                  |